# Штерівка
Штерівка — селище в Україні, в Хрустальненській міській громаді Ровеньківського району Луганської області.
Населення 1273 меш. (2013). Населення працює на копальні вугілля і на заводах міста Хрустальний. Відоме з кінця 18 століття.

## Історія
Село Штерівка засноване в кінці XVIII століття полковником Штеричем. У 1906 році селяни спалили кілька маєтків місцевих поміщиків.В жовтні 1917 року в селі створено партійний осередок. В 1918 році створено комбід, головою якого був Є. О. Носко. В 1919 році він разом з першим головою сільської Ради Я. Дроботом загинув від рук денікінців. Під час Великої Вітчизняної війни уродженка Штерівки В. П. Бондаренко, яку вивезли на німецьку каторгу, стала членом підпільної організації «Братське співробітництво військовополонених». Ця організація вела антифашистську пропаганду, готувала повстання. В. П. Бондаренко була схоплена фашистами, але не виказала товаришів. Її кинули до Освенціму, проте Радянська Армія визволила патріотку.
За даними на 1859 рік у казенному селі Слов'яносербського повіту Катеринославської губернії мешкало 798 осіб (399 чоловіків та 399 жінок), налічувалось 85 дворових господарства, існувала православна церква.
Станом на 1886 рік в селі, центрі Штерівської волості, мешкало 646 осіб, налічувався 124 двори, існували православна церква, винокуренний завод, паровий млин, лавка, щороку 20 березня проходив ярмарок.

## Видатні вихідці
- Задорожній Федір Авксентійович (н. 1918) — визначний громадський та політичний діяч Черкащини, Почесний громадянин міста Черкаси.
- Кухаренко Євгеній Іванович (н. 1937) — лікар-хірург, кандидат медичних наук (1971), Заслужений лікар Української РСР (1980), кавалер Ордена Дружби Народів (1986), провідний спеціаліст в області абдомінальної хірургії Четвертого головного управління Міністерства охорони здоров'я УРСР (1975-1993 рр., м.Київ).